# Monogenea
Los monogéneos o monogeneos (Monogenea) son una clase del filo Platelmintos compuesta por especies parásitos, principalmente de peces y anfibios. Considerados durante largo tiempo como un orden de la clase Trematoda, fueron separados de ellos, entre otros motivos, por presentar un ciclo biológico con un solo hospedador, mientras que los Digenea (el orden principal de trematodos) poseen de dos a cuatro.

## Características generales
Tienen el cuerpo alargado y plano y la mayoría son muy pequeños (30 μm a 2 cm). Tienen un órgano característico de fijación en la región posterior, muy especializado, provisto de espinas o ganchos esclerotizados y, en muchas especies, también de ventosas, conocido como opisthaptor. En la región anterior poseen también órganos de fijación (prohaptor), básicamente formaciones granulares, ventosas y glándulas cefálicas que segregan una secreción pegajosa.
La mayoría de especies, en estado larvario, tienen dos o cuatro ojos de tipo rabdomérico, similares a los de los turbelarios y larvas de digéneos (trematodos) que pueden perderse en el adulto.
El aparato digestivo es muy simple, con una faringe musculosa y glandular que constituye un órgano succionador y un intestino dividido en dos ramas ciegas.
El aparato reproductor masculino presenta en general un solo testículo y algunas especies presentan un pene con ganchos. El aparato reproductor femenino tiene siempre solo un ovario, acompañado de las estructuras normales en platelmintos (ootipo, glándulas vitelógenas, útero, etc.)

## Biología
Todos los monogéneos son hermafroditas, pero es muy frecuente la fecundación cruzada. Se da el caso, único en el reino animal, de Diplozoon paradoxum en que los individuos llegan a fusionarse por completo por sus conductos genitales. En algunas especies sin vagina, la fecundación se produce por una especie de impregnación hipodérmica o el esperma penetra por las heridas causadas por las espinas del pene. Los huevos tienen con frecuencia un filamento pegajoso para fijarse al substrato o al hospedador.
La mayoría son ovíparos, pero algunas especies son ovovivíparas y en el momento de la puesta el huevo ya contiene la larva infestante u oncomiracidio (denominada antiguamente giractiloide), típica de monogéneos y que recuerda de modo superficial a un protozoo ciliado. Dicha larva hace vida acuática libre hasta que se fija al hospedador.
El ciclo biológico es simple, directo y monoxeno (con un solo hospedador); se distinguen tres fases esenciales, huevo, oncomiracidio y adulto. El adulto vierte los huevos al medio acuático donde eclosionan en forma de oncomiracidio, que nada activamente en busca del hospedador definitivo, al que penetran (en el caso de los peces) de forma pasiva a través de la cámara branquial o fijándose primero en la piel y migrando luego a las branquias. En el caso de especies que parasitan anfibios, las larvas oncomiracidio penetran por la cloaca y se alojan en la vejiga urinaria.

## Importancia sanitaria
Los monogeneos no parasitan al hombre, pero sí causan grandes pérdidas económicas al atacar a especies de peces de interés comercial. Un gran número de especies de Dactylogryus y Gyrodactylus son parásitos de peces en piscifactorías, ocasionando infestaciones masivas con el debilitamiento y muerte de los individuos.
Los principales hospedadores de las diferentes especies de monogéneos son crustáceos, cefalópodos, elasmobranquios, condrósteos, teleósteos, urodelos, anuros y quelonios; una especie parasita los ojos del hipopótamo.

## Filogenia y sistemática
Los monogéneos han sido considerados por algunos autores un grupo situado entre trematodos y cestodos. No hay una clasificación aceptada unánimemente. Hay tendencia a considerar que la clase Monogenea está subdividida en dos grandes grupos o subclases, Monopisthocotylea  (monopistocotíleos) y Polyopisthocotylea (poliopistocotíleos); pero hay grupos conflictivos difíciles de adscribir.